# Хактивізм

Одним із символів анонімних хакерів є маска Гая Фокса

Хактивізм (англ. hacktivism; словозлиття від хакер і активізм) — використання комп'ютерів та комп'ютерних мереж для просування політичних ідей, свободи слова, захисту прав людини і забезпечення свободи інформації.
Філософія хактівізму ґрунтується на ідеї про високої ефективності належного використання технологій в протестному русі і, зокрема, акціях громадянської непокори. Поняття хактівізма було введено членом «Omega» медіаорганізації Cult of the Dead Cow. З часом поняття одержало подвійне трактування. Під хактивизмом може матися на увазі як комп'ютерний тероризм, так і соціально орієнтований хакінг. Здійснювані деякими хактівістами DDoS-атаки піддаються критиці як дії, що не відповідають принципам свободи слова. Так, у 2006 році анти-спам-спільнота Blue Security вчинила DDoS-атаку проти ресурсів спамерів, у відповідь на яку спільнота була здійснена ще більш потужна атака. В результаті Blue Security припинило боротьбу зі спамерами. Проти DoS-атак, скоєних групою Anonymous на підтримку ресурсу WikiLeaks, виступив і засновник EFF Джон Барлоу:
Оригінальний текст (англ.)
I support freedom of expression, no matter whose, so I oppose DDoS attacks regardless of their target… they’re the poison gas of cyberspace…

Джей Лейдерман, однак, виступає в захист хактивістів, стверджує, що DDoS-атаки є виправданим видом протесту у випадках обмеженого часу, місця і кількості методів впливу.

## Історія
Культура хакінгу зародилася ще в 1950-ті роки, однак політичні ідейні хакери з'явилися лише у 80-90 роки.
Ранні покоління хактивістів, які виступали проти цензури і порушень прав людини, не використовували кібертехнології з метою завдати непоправної шкоди інтернет-інфраструктури організації або держорганів — на відміну від сучасних. Також, багато з ранніх представників руху заздалегідь чітко позначали свою мотивацію і плани. Так, у 1998 р. американська хакерське угруповання Legions of Underground оголосила кібервійну Іраку та Китаю. Угруповання мало намір здійснити серію кібератак, щоб заблокувати інтернет-доступ в знак протесту проти порушень прав людини. Незабаром після оголошення війни, світове ком'юніті хакерів засудили угрупування: «Ми, (підпис), рішуче засуджуємо будь-яку спробу використовувати хакерські навички для нанесення шкоди і руйнування інформаційної інфраструктури країни з якої-небудь причини. За законом, ніхто не може відкрити нації доступ до інформації за допомогою виведення з ладу її інформаційних мереж».
З появою у 2003 р. угруповання Anonymous хактивистська діяльність розширилася: тепер політично активні хакери об'єднувались в міжнародні мережі та вдосконалювали технології доступу до вебмереж. Цілі також зазнали еволюцію — суто соціальний і політичний активізм все частіше змінюється атаками без мети висловити протест проти існуючого порядку — just for lulz — для розваги.
З появою Anonymous і його численних відгалужень арсенал кібер-активізму включає DoS-атаки, крадіжку даних, спотворення інтерфейсу, злом персональних облікових записів в соцмережах (Twitter, Facebook) і т. д. Найбільшими мішенями угруповання стали Sony, Fox, Пентагон, ФБР. Посилилися методи і прийоми — раніше хакери використовували Інтернет для політичної пропаганди, тепер же вони завдають серйозної шкоди інформаційним системам і викрадають цінну інформацію організацій.

## Принципи
Спочатку хактівістом проголошували одну основну ідею — інформація в мережі Інтернет повинна бути відкрита для всіх.
Steven Levy в 1984 році визначив шість базових принципів хакерської етики, три з яких характеризують хактівізм:
1. Доступ до комп'ютерів не може бути обмежений
2. Вся інформація повинна перебувати у вільному доступі
3. Недовіра до владних структур призведе до децентралізації влади

У липні 2001 р. підрозділ Hacktivismo угруповання cDc публікує декларацію, яка спирається на Загальну декларацію ООН з прав людини. У своїй декларації члени Hacktivismo говорять про право на власну думку і свободу висловлювань і заявляють про свій намір розробляти технології, що дозволяють обійти державну цензуру в Інтернеті.

## Підходи до визначення
Не слід плутати хактивізм і кібертероризм: не зважаючи на удавану подібність методів і цілей, вони розрізняються за низкою параметрів.
Обидва явища позиціонуються як спосіб вираження протесту в Інтернет-просторі. Однак, політичний або соціальний хактівізм не ставить за мету поширити почуття страху у великій групі людей (як в результаті терористичного акту в реальності). Методи хактивістів спрямовані на утруднення роботи організацій в кіберпросторі, не на виведення систем з ладу і порушення доступу пересічних громадян до інформації. Їх мета — висловлення думки, протесту, політичних ідей. Застосування хакерських інструментів і технологій без конкретної мотивації, мети не вписується в рамки поняття. Хактівізм — електронна форма громадянської непокори. Спеціальний агент ФБР Марк Поллітт визначає кібертероризм як «навмисні політично вмотивовані атаки на інформаційні, комп'ютерні системи, комп'ютерні програми і дані, виражені в застосуванні насильства по відношенню до цивільних цілей з боку субнаціональних груп або таємних агентів». Політично вмотивовані атаки, що заподіюють серйозну шкоду, типу серйозних економічних труднощів або тривалих зупинок енергопостачання, водопостачання, можна також охарактеризувати як кібертероризм.
Деякі дослідники (Hacktivism, cyber-terrorism and cyberwar: the activities of the uncivil Автори: Stefano Baldi, Eduardo Gelbstein, Jovan Kurbalija) виділяють три групи хактивістів за методами використання технологій: вони використовують кіберпростір для 1) поширення інформації, 2) створення труднощів у роботі інтернет-мереж, 3) злому та руйнування кіберсистем (поширення черв'яків і вірусів, створення фейкових сайтів (у випадку з сайтом СОТ)).
Інша група дослідників робить акцент на мирних цілях та засобах хактивістів, коли мова йде про відмінності від кібер-терористів — хактівізм просуває ідеї або протест проти несправедливих законів та організацій.
Дослідники Еббі Гудрам і Марк Меніон виділяють хакерські атаки, здійснені в політичних цілях, — такі атаки можуть бути соціально обумовленими і виправданими з точки зору етики, не заподіюють шкоди комп. системам, не приносять матеріальної вигоди хактивистам.
Ken Himma говорить про різницю між актами громадянської непокори (civil disobedience) і хактивізмом — дії в рамках останнього виконуються анонімно і завдають більшої шкоди. Так, наприклад, DoS-атаки на ресурси громадян безпосередньо зачіпають тему порушення прав людини — права на свободу слова і самовираження, право власності. Таким чином, атаки, спрямовані на руйнування вебінфраструктури, що не супроводжуються ніяким політичним повідомленням, не можуть вважатися актом хактівізму (як приклад наводиться кібератака на сайт Amazon.com, яка могла бути здійснена з якої завгодно причини і мету якої не було чітко позначено).

##### Етичний вимір
Зважаючи на відсутність нормативної та етичної бази, досі ведуться суперечки про те, наскільки виправдані акти громадянської непокори в мережі, власне сам хактивізм, та про межі політичного протесту в Інтернеті.
Втім, Гудрам і Меніон доходять висновку, що хактівісти самі винні в тому, що їх звинувачують в аморальності — мовляв, збиток, що наноситься ними правам людини, в підсумку переважає позитивний результат їх дій.

## Представники руху

#### Відомі угруповання
- Anonymous
- Chaos Computer Club(інші мови)
- Cult of the Dead Cow
- LulzSec
- Telecomix(інші мови)

#### Люди
- Аарон Шварц
- Амір Таакі
- Джуліан Ассанж
- Едвард Сноуден
- Пекка Хіманен(інші мови)
- Петер Сунде
- Річард Столлман
- Тед Нельсон

## Прецеденти
Конфлікт в Косово вважається першою інтернет-війною. Урядові і неурядові особи однаково прагнули використовувати мережу Інтернет для поширення інформації, ведення пропаганди, заподіяння шкоди противнику, залучення нових прихильників. Хакери використовували мережі для засудження військових дій як Югославії, так і НАТО, шляхом порушення роботи урядових комп'ютерів і отримання контролю над сайтами. Пересічні громадяни розповідали в Інтернеті історії про небезпеку і жахи війни, а політики і громадські діячі використовували всесвітню павутину для того, щоб їх заклики досягли якомога ширшої аудиторії. Люди всього світу обговорювали в мережі спірні питання і обмінювалися текстами, зображеннями та відео, яких не можна було знайти в інших засобах масової інформації. У квітні 1999 року газета Los Angeles Times написала, що Косовський конфлікт перетворив кіберпростір в нематеріальну військову зону, де битва за розуми і серця ведеться за допомогою електронних зображень, групових поштових розсилок і хакерських нападів. Ентоні Пратканис, професор психології Каліфорнійського університету Санта Крус, зазначив: «те, що ви бачите зараз — це тільки перша хвиля того, що дуже скоро стане важливим, високоорганізованим інструментом у старій традиції пропаганди воєнного часу… це повинно, якщо вже не принесло, то принести занепокоєння військовим стратегам».
У ході інтернет-протестів в Ірані у 2009 році група Anonymous зіграла певну роль у поширенні інформації, створивши вебсайт Anonymous Iran і випустивши також відеоманіфест іранського уряду.
У 2011 р. Google залучив розробників з SayNow і Twitter, щоб допомогти єгиптянам зберегти інформаційні зв'язки на тлі дій уряду та відключень електрики та інтернету. В результаті була створена служба Speak To Tweet, в якій голосове повідомлення пересилають телефоном у Twitter з посиланням на голосове повідомлення на SayNow Google. Також у момент відключення інтернету в Єгипті в 2011 р. працював проект Telecomix, що дозволяло обійти блокування мереж.
У 2016 р. угрупування Anonymous і New World Hackers взяли на себе відповідальність за атаки, здійснені в знак протесту проти блокування доступу до інтернету Джуліану Ассанжу у зв'язку з публікацією на WikiLeaks документів, «здатних вплинути на результат виборів у США». ЗА офіційними даними, Асанжа доступу до інтернету позбавив уряд Еквадору.
Також, імовірно, з метою дестабілізації економічної ситуації практично одночасно з атакою на сайт Президента РФ хактивісти атакували сайт Центрального Банку Росії. В цей же день хакерам вдалося паралізувати роботу сайту Міністерства закордонних справ.

## Вплив
Хактивізм вплинув на міжнародну безпеку і правове середовище: здійснюючи атаки з території однієї держави проти іншої, хакери залишаються нерозкритими і не можуть бути притягнуті до відповідальності. Такі прецеденти ускладнюють відносини між державами: так, наприклад, сталося навесні 2007 року, коли російські хактивісти здійснили серію кібератак на естонські мережі у відповідь на демонтаж радянського меморіалу. Тоді Росія відхилила прохання Естонії про допомогу, заявивши, що даний запит не підкріплювався ніяким договором про взаємну правову допомогу у даній сфері.
Радою Європи була запропонована Конвенція про кіберзлочинність, що включає вимоги про взаємодопомогу у випадках кібератак.
В цілому, активна діяльність хакерських організацій призвела до того, що держави прагнуть зміцнити інтернет-інфраструктури, вибудовують стратегії захисту від кіберзагроз. На міжнародному рівні кілька країн, включаючи США, направили сили на укладення у сфері кібербезпеки взаємних угод про юридичну допомогу, екстрадиції, розмежування розвідувальних повноважень, уніфікації законів таким чином, щоб вони могли переслідуватися в судовому порядку навіть у тому випадку, коли злочин перетинає кордони. Ці зусилля не зосереджені на боротьбі з хактивізмом або кібертероризмом, скоріше, вони спрямовані на вирішення таких проблем, як комп'ютерне шахрайство, дитяча порнографія в Інтернеті, електронне піратство, всі форми незаконного доступу. Також під дію цих угод потрапляють дії держав щодо розв'язування кібервійни і використання комп'ютерних нападів як військової зброї.
Деякі хакери принципово відмовляються від атак на державні сайти та сервери.

##### У масовій культурі
Феномен політично забарвленого хакінгу все частіше порушується в художньому і документальному кіно. В основу фільмів про хактивізм лягли історії Аарона Шварца (The Internet's Own Boy: The Story of Aaron Swartz, 2014), Едварда Сноудена (Citizen Four, 2014), Джуліана Ассанжа і Вікілікс (We Steal Secrets: The Story of WikiLeaks, 2013), англійського математика Алана Тюрінга (Breaking the Code, 1996).
Тема хакінгу частково висвітлюється в серіалах Mr. Robot, 2015 та «Хто я / Who Am I — Kein System ist sicher», 2014.